# 表現
表現（ひょうげん、英語: expression）とは、自分の感情や思想・意志などを形として残したり、態度や言語で示したりすることである。また、ある物体や事柄を別の言葉を用いて言い換えることなども表現という。

## 表現の例
- 演劇
- 映画
- アニメ
- マンガ
- 詩
- 小説
- 評論
- 音楽
- 絵画
- 造形
- ボディーランゲージ

- 認識
- 発言
- 科学
  - 他多数。表示